# Sirra
Sirra (en griego antiguo: Σίρρα) o  (en griego antiguo: Σέρραι) fue una polis de la antigua Grecia (anterior al siglo IV a. C.) situada en Tracia, en la región entre los ríos Estrimón y Nestos. El nombre étnico de la ciudad era Σειραίος o Σιρραίος y su territorio se denominaba Σειραίκη γή. Sirra se encontraba en el territorio de los Odomantos. Fue fundada por Filipo II de Macedonia, expandida con inmigrantes y extendida para ocupar un vasto territorio con sus Komai. Sirra formó parte de una Pentápolis local y quizás de la anterior Simpoliteia. Era la frontera norte con los Daneiros del territorio cedido por Filipo a otra polis, Filipos. El nombre de Sirra ha permanecido relativamente invariable desde la antigüedad, hasta Serres. Sirra se localizó tierra adentro, y su precisa y cierta localización esta en la colina de Koulas al norte de la moderna ciudad, y existen restos dispersos de la misma.